# Messianische Juden

Symbol der messianischen Juden: Synkretismus aus Menora, Davidstern und Ichthys

Als messianische Juden bezeichnen sich manche Menschen jüdischer Herkunft, die an Jesus Christus als ihren Messias glauben, sich aber dennoch weiterhin mit fortführender Zelebrierung jüdischer Bräuche als Juden verstehen. Die ‚Bibel‘ – dazu gehören für sie sowohl das Alte Testament (hebräisch תנ״ך Tanach) als auch das Neue Testament, (hebräisch הברית החדשה Haberit Hachadasha, deutsch ‚der neue Bund‘) (sie nennen es oftmals „Zweites Testament“) – bildet für sie die Grundlage ihres Glaubens. Sie sind der Überzeugung, dass die Bibel in ihrer Ganzheit durch Gott inspiriert ist.

## Einordnung

Verschmelzung von Judentum und Christentum: Davidstern mit Kreuz …

… und Kreuz mit Davidstern

Unter den Menschen jüdischen Glaubens oder religiöser Traditionen, die sich dem Glauben an Jesus Christus (hebräisch יְהוֹשׁוּעַ Jehoschua) zugewandt haben, bilden die messianischen Juden eine kleine Untergruppe. Denn die allermeisten Jesusgläubigen jüdischer Herkunft treten in eine christliche Kirche ein und geben ihre jüdische Identität – mindestens über ein, zwei Generationen hin – auf. Sowohl in der russisch-orthodoxen wie in der katholischen Kirche, vor allem aber in vielen protestantischen Denominationen gibt es solche Christen aus einem jüdisch-religiös geprägten Umfeld. Ihre Zahl ist nicht erfasst.
Durch die Vorbereitung zur Judenverfolgung und der Schoa unter den deutschen Nationalsozialisten in Europa, weiß man aufgrund einer von den Nationalsozialisten geführten Kartei, dass es allein in Deutschland, des Jahres 1933 etwa eine halbe Million Menschen gab, die als „nichtarische Christen“ registriert und die als Christen jüdischer Herkunft, nach Nürnberger Gesetzen klassifiziert wurden.
„Messianische Juden“ dagegen werden in der Regel jene Menschen jüdischer Herkunft genannt, die sich in eigenen Gemeinden versammeln und bewusst versuchen, ihre jüdische Identität beizubehalten. Vereinzelt vermeiden solche Gemeinden aus unterschiedlichen Gründen, sich als „messianisch-jüdisch“ zu bezeichnen; gleichzeitig gibt es Menschen jüdischen Glaubens in christlichen Kirchen, die sich „messianische Juden“ nennen. Der Begriff wird also nicht eindeutig verwendet, bezeichnet in diesem Artikel aber jene unabhängigen Gemeinden, die versuchen, jüdische Identität und Jesusglauben zu verbinden. In solchen Gemeinden gibt es auch viele Mitglieder, die keine jüdisch geprägte religiöse Identität haben; sie werden in der messianisch-jüdischen Bewegung meist als „messianische Nichtjuden“ kategorisiert. Die meisten messianischen Juden stehen theologisch den evangelikalen Christen nahe; viele von ihnen sind in ihrer Spiritualität durch die Charismatische Bewegung beeinflusst worden. Messianische Juden unterscheiden sich in den gottesdienstlichen Formen und im Festkalender vom traditionellen Christentum, im theologischen Grundgehalt vor allem beim Thema „Thoraobservanz“.
Von jüdischen Organisationen und dem Obersten Gericht des Staates Israel werden messianische Juden nicht als Juden anerkannt. Juden in Israel betrachten messianische Juden zumeist nicht als Juden und lehnen sie weitgehend ab; nur ausnahmsweise wird die Meinung geäußert, das messianische Judentum sei als Strömung innerhalb des Judentums anzuerkennen.
Die beiden großen Volkskirchen in Deutschland begegnen den messianischen Juden zurückhaltend, insbesondere wegen der Berührungspunkte der messianischen Juden mit dem Thema „Judenmission“. Eine abschließende Einordnung der Bewegung von Seiten der Evangelischen Kirche in Deutschland (EKD) hat bisher noch nicht stattgefunden, wenn auch im Jahr 2017 durch die Positionsbestimmung Judenchristen – jüdische Christen – „messianische Juden“ des Gemeinsamen Ausschusses »Kirche und Judentum« im Auftrag des Rates der EKD eine vertiefte Analyse erfolgte. Von vielen evangelikalen Kirchen wird das messianische Judentum als Teil des evangelikalen Christentums gesehen.

## Religiöses Leben

### Selbstverständnis
Messianische Juden verstehen sich selbst als Juden und glauben gleichzeitig an Jesus von Nazareth als den göttlichen Messias des jüdischen Volkes. Wie stark sie ihrer jüdischen Identität bzw. dem Jesusglauben Ausdruck verleihen, variiert innerhalb der Bewegung. Die amerikanische Union messianisch-jüdischer Gemeinden (UMJC) z. B. definiert sich wie folgt: „Die Union messianisch-jüdischer Gemeinden (UMJC) sieht messianisches Judentum als eine Bewegung jüdischer Gemeinden und Gruppen, die sich Yeshua, dem Messias, verpflichtet fühlen und die Verantwortung des Bundes auf sich nehmen. Das heißt, ein jüdisches Leben in jüdischer Identität zu führen, das in der Thora wurzelt, in der Tradition seinen Ausdruck findet und in den verschiedenen Kontexten des Neuen Bundes erneuert und vollzogen wird.“ Die Union messianisch-jüdischer Gemeinden zählt mit dieser Selbstdefinition zum „jüdischen Flügel“ der Bewegung.
Viele messianische Juden sehen ihre Wurzeln in der sogenannten Jerusalemer Urgemeinde, einer innerjüdischen eschatologischen Strömung, die anfangs ausschließlich aus Juden oder aus beschnittenen bzw. die jüdischen Gebote („das Gesetz“) haltenden Konvertiten zum Judentum bestand. Nach neutestamentlicher Darstellung wurden der beschnittene und getaufte römische Hauptmann Kornelius und seine Familie in die Gemeinde aufgenommen. In der Gemeinde wurde an das unmittelbare Nahen des Endgerichts und Jesus als Christos geglaubt. In der Diskussion, ob die messianischen Juden trotz ihres Glaubens an Jesus Christus nach wie vor Juden sind (siehe dazu die nachfolgenden Unterabschnitte), berufen sie sich auch auf das in Apg 15  beschriebene Apostelkonzil in Jerusalem. Dort wird die Entscheidung der Apostel überliefert, dass zum Glauben an Jesus Christus gekommene Nichtjuden, die Heidenchristen/Völkerchristen, nicht zum Judentum übertreten und somit die jüdischen Gebote nicht einhalten müssten. Die urchristliche Gemeinde Jesu hatte sich demnach als zutiefst judenchristlich verstanden.

### Selbstbezeichnung
Auch wenn „messianische Juden“ andere Christen als Glaubensgeschwister anerkennen bzw. von ihnen anerkannt werden, lehnen sie es oft kategorisch ab, sich selbst ausschließlich als „Christen“ zu bezeichnen oder bezeichnen zu lassen. Das hat verschiedene Gründe: Einerseits sind Juden millionenfach Opfer der Verfolgung durch Menschen geworden, die sich als Christen bezeichneten. Andererseits bevorzugen messianische Juden in der Regel die hebräische gegenüber der griechischen Sprachwelt – übersetzen „christlich“ darum in „messianisch“. Außerdem kommt im Begriff „messianische Juden“ ihre Überzeugung zum Ausdruck, dass sie auch nach Annahme des Glaubens an Yeshua HaMashiach (hebräisch ישׁוה המשׁיה) ihre jüdische Identität behalten.

### Organisationsstruktur
Die Gemeinden der messianischen Juden besitzen weder eine einheitliche Struktur noch eine übergeordnete Hierarchie. Messianisch-jüdische Gruppen stehen aber dennoch durch verschiedene Netzwerke miteinander im Kontakt. Das bedeutendste dieser Netzwerke ist die Internationale messianisch-jüdische Allianz, welche als Dachorganisation für verschiedene nationale Unterallianzen fungiert. Wichtige nationale Unterallianzen sind z. B. die Messianic Jewish Alliance of America (MJAA) oder die British Messianic Jewish Alliance (BMJA) oder die Messianic Jewish Alliance of Israel oder die Messianic Jewish Alliance of Ethiopia. Zudem gibt es verschiedene Gemeinde-Verbünde, unter anderem die oben genannte Union Messianisch-Iüdischer Gemeinden. Auch durch gemeinsam getragene Ausbildungsstätten und Missionsorganisationen wie Jews for Jesus oder Chosen People Ministries, auch unter dem Namen Beit Sar Shalom bekannt, findet Begegnung und Austausch statt. Ebenfalls eine wichtige Begegnungsplattform für messianische Juden war und ist die Lausanne Consultation on Jewish Evangelism. Seit 2018 treffen sich jesusgläubige Juden unter dem Dach von Yachad BeJeshua (Together in Jesus), einem ökumenischen Netzwerk messianischer Jüdinnen und Juden, die in unterschiedlichen christlichen Kontexten leben (katholische, orthodoxe und protestantische Kirchen, Freikirchen) oder in eigenen messianischen Gemeinden und Synagogen.

### Kultus
Wie alle Gemeinden jüdischer Frömmigkeitsstile feiern auch die messianisch-jüdischen Gemeinden ihren wöchentlichen Hauptgottesdienst in der Regel am Schabbat. Bei einigen Gemeinden folgt die liturgische Gottesdienstgestalt einem Siddur, bei anderen hat sie christlich-freikirchliche Züge. In vielen Gemeinden hat sich eine eigene Musikkultur etabliert: Inspiriert von der amerikanischen „Worship-Liederkultur“ haben messianische Juden eigene Lieder geschrieben. Höhepunkt des messianisch-jüdischen Gottesdienstes ist die Thoralesung. Eine räumliche Trennung der Geschlechter während des Gottesdienstes findet in der Regel nicht statt. Das Tragen der Kippa (Käppchen als Kopfbedeckung) oder der Tallit (Gebetsschal) ist nicht ungewöhnlich, aber in den meisten messianischen Gemeinden nicht obligatorisch. Messianische Juden feiern den Jahreszyklus in der Regel nach jüdischem Rhythmus, d. h. die jüdischen Jahresfeste. Vor allem die im Alten Testament erwähnten Feste wie Pessach (Feier zur Befreiung Israels aus der Sklaverei in Ägypten), Schawuot (Wochenfest, zeitnah zu Pfingsten) oder Sukkot (Laubhüttenfest im Herbst) werden begangen. Dabei werden traditionelle jüdische Riten in messianisch-jüdischer Prägung neu interpretiert und angepasst.
Für die gängigen neutestamentlichen Namen verwenden messianische Juden nicht deren griechische oder lateinische Varianten, sondern hebräische. Jesus nennen sie zum Beispiel Jeschua und Saulus (Paulus) Scha’ul. Für die alttestamentlichen Namen verwenden sie meist die üblichen christlichen, griechischen oder lateinischen Varianten. Das Neue Testament wird in deutschen, englischen oder russischen Ausgaben gelesen, denen eine hebräische Übersetzung des Neuen Testaments aus dem Griechischen zugrunde liegt. Gräzisierte bzw. latinisierte Namen werden in diesen Übersetzungen rehebraisiert.
Messianische Juden lassen ihre Jungen in der Regel beschneiden. Die Taufe eines Gläubigen wird in der Bewegung weitgehend als Gläubigentaufe praktiziert, bei der der Täufling ganz untergetaucht wird. Wie häufig und in welchem Rahmen das Abendmahl gefeiert wird, variiert. Es gibt Gemeinden, die diese Feier wöchentlich feiern; manche nehmen dabei Traditionen des jüdischen Kiddusch mit auf. Andere halten das Abendmahl monatlich ab, andere wiederum nur einmal im Jahr im Rahmen des Pessachfestes am 14. Nisan (siehe Quartodezimaner).

### Strömungen und interne Auseinandersetzungen
Die Bewegung messianischer Juden bietet kein einheitliches Bild. Vor allem unterschiedliche Positionen zum Thema „Thora-Observanz“ führen zu verschiedener Religions- und Lebenspraxis. Am Rande gibt es auch Dispute zum Thema „Jesusglauben“. Ein anderes Spannungsfeld ist die Frage, wie stark christlich-charismatische Gottesdienstelemente und Glaubenspraxis übernommen werden soll. Außerdem zeigen sich im internationalen Vergleich Unterschiede zwischen den messianisch-jüdischen Gemeinden.
Thoraobservante Richtungen
Thoraobservante Richtungen sehen es als eine für Juden von Gott auferlegte Pflicht, die Gebote der Thora zu halten. Manche bewerten dabei nur die alttestamentlichen und heute noch umsetzbaren als Gebote als Thora. Andere schreiben auch dem jüdischen Religionsgesetz, der Halacha, Autorität zu. Wiederum andere entwickeln auf Grundlage des Alten und Neuen Testaments sowie der jüdischen Halacha eine eigene, messianisch-jüdische Halacha. Die Thora wird also nicht im Sinne einer Substitutionstheologie als „abgelöst“ betrachtet. Die Vertreter dieser Richtung grenzen sich teilweise von den „nichtobservanten“ messianischen Juden ab.
Nichtobservante Richtung
Viele messianische Juden sehen für sich keine von Gott auferlegte Pflicht, die Thora zu halten. Dennoch befolgen viele von ihnen Teile der jüdischen Religionspraxis – ähnlich wie das liberale Judentum – und halten den Sabbat. Manche tun das, um sich mehr mit dem jüdischen Volk zu identifizieren, andere, um für das jüdische Umfeld nicht anstößig zu leben. Andere richten sich nur nach den Geboten aus, die auch von Nichtjuden beachtet werden müssen. Diese Gruppe benutzt jüdische Traditionen eher selektiv. Vor allem diesen Teil der messianischen Juden unterstützen evangelikale Christen.

#### Jesusglaube
Manche messianische Juden stehen einigen christlichen Dogmen und Glaubensgrundsätze (wie etwa der Dreieinigkeit) kritisch gegenüber. Solche Vertreter der Bewegung werden teilweise von christlicher Seite nicht als Christen akzeptiert und als Antitrinitarier abgelehnt.

#### Unterschiede aufgrund kultureller Einflüsse
Es gibt zwischen den messianisch-jüdischen Gemeinden Unterschiede, die auf den kulturellen Kontext der verschiedenen Gemeinden zurückgeführt werden können. Für zahlreiche Israelis ruht ein guter Teil ihrer jüdischen Identität im Umstand, dass sie Staatsbürger des jüdischen Staates sind, diesem Staat ihre Steuern zahlen und für ihn Militärdienst leisten. In der Diaspora, d. h. außerhalb des Staates Israel, hat die Zugehörigkeit zu einer Synagoge ein größeres Gewicht für die jüdische Identität. Das führt dazu, dass messianische Juden außerhalb von Israel im Durchschnitt viel stärker jüdisch-religiöse Traditionen und Bräuche der Synagoge in ihre Gottesdienste und Religionspraxis integrieren als die messianischen Juden in Israel. So tragen z. B. messianische Juden in den USA viel häufiger Kippa (Kopfbedeckung) und Tallit (Gebetsschal) im Gottesdienst als in Israel. Messianische Juden aus der ehemaligen Sowjetunion kommen aus einem areligiösen kulturellen Kontext. Da in der ehemaligen UdSSR religiöse Institutionen unterdrückt wurden, haben nur wenige von ihnen jüdische Religionspraxis in ihrer Kindheit erlebt. „Jude“ war eine ethnische Bezeichnung im Pass. Viele von ihnen sind nach der Wende in einem christlich-protestantischen Rahmen zum Jesusglauben gekommen – und haben erst nach ihrer Zuwendung zum Jesusglauben jüdische Religionspraxis kennen gelernt. Sie sind deshalb in theologischer Hinsicht wie in praktischer Religionsausübung im Durchschnitt „christlicher“ als ihre amerikanischen oder israelischen Glaubensgeschwister. Bei ihnen lässt sich aber – wie überhaupt in der Bewegung – eine zunehmende Hinwendung zu jüdischer Religionspraxis beobachten. Besonders gilt dies natürlich für messianisch-jüdische Gemeinden russischer Sprache in der Diaspora. Es gibt auch eine kleine Anzahl messianisch-jüdischer Gemeinden spanischer Sprache aus dem südamerikanischen Kontext und amharischer Sprache aus Äthiopien. Bei Letzteren lassen sich Einflüsse des charismatischen Aufbruchs in Äthiopien und des äthiopischen Judentums – auch Beta Israel genannt – mit seiner ganz besonderen Geschichte nachweisen.

## Geschichte
Es besteht keine historische Verbindungslinie zu den Judenchristen der Jerusalemer Urgemeinde und des frühen Christentums. In diesem Zusammenhang dient die Bezeichnung „Judenchristen“ zur Unterscheidung von den Heidenchristen. Die Judenchristen der ersten Jahrhunderte waren Juden, die in Jesus Christus den Messias sahen und an seine Auferstehung glaubten. Da diese Gruppe ab dem 2. Jahrhundert mit der zunehmenden urchristlichen Mission unter Nichtjuden immer mehr an Bedeutung verlor und über die Jahrhunderte hinweg verschwand, lässt sich keine Tradition von an Jesus glaubenden Juden bis in die Gegenwart feststellen. Messianische Juden sind eine relativ neue Bewegung, die ihre Wurzeln in der Bewegung der Hebräischen Christen im 19. Jahrhundert hat.

### 19. Jahrhundert
Die Anfänge der Hebräischen Christen sind u. a. verwoben mit den judenmissionarischen Organisationen, die im 19. Jh. im angelsächsischen und deutschen Raum entstanden. Allen voran sei die London Society for Promoting Christianity Among the Jews genannt, die 1809 in London gegründet wurde. Im Umfeld solcher Organisationen entstanden Gruppen und Gemeinden von jesusgläubigen Juden, die ihre „hebräische“ Identität nicht aufgeben wollten. 1814 begann die Kirche am Palästina-Platz in London mit Gottesdiensten in hebräischer Sprache. In Hamburg wurde 1845 eine Jerusalem-Gemeinde gegründet. Im Jahre 1866 entstand die Hebrew Christian Alliance of Great Britain, 1882 die First Hebrew Christian Church von Jakob Freshman in New York sowie die Hebrew Christian Prayer Union in London. Die Übernahme jüdischer Religionspraxis galt in diesen Kreisen weithin als verpönt.
Neue Wege in dieser Hinsicht schlug 1884 Joseph Rabinowitz (1837–1899) in Bessarabien, Kischinew, ein. Er gründete eine messianische Synagoge, die sich nun bewusst von den christlichen Kirchen fernhielt und die Eigenständigkeit der messianischen Bewegung betonte. Als Wegbereiter dieses Ansatzes ist er auch schon „Herzl des messianischen Judentums“ genannt worden. Seine Gemeinde trug den Namen „Gemeinde von Israeliten des Neuen Bundes“ und hatte ihren Wirkungsbereich in Rumänien, Ungarn und Russland; die Bewegung zerfiel 1939 mit der eskalierenden Judenverfolgung in Europa.

### 20. Jahrhundert
Die hebräisch-christliche Bewegung erlebte im ersten Drittel des 20. Jahrhunderts einen großen Aufschwung. 1915 wurde die Hebrew Christian Alliance of America gegründet, 1922 der Verein Christus-gläubiger Juden in Budapest, 1925 die International Hebrew Christian Alliance und 1934 die First Hebrew Christian Synagoge in Los Angeles. Die International Hebrew Christian Alliance hatte 1936 bereits 14 nationale Unterallianzen innerhalb von Europa. Doch der Holocaust hat dieser Bewegung ihre Kraft genommen; die meisten der europäischen Allianzen wurden bis 1945 ausgelöscht. Einen neuen Schwung bekam die Bewegung in den 1960er- und 1970er-Jahren, als parallel in Israel und den USA eine junge Generation das Ruder übernahm, die nun ihre jüdische Identität bewusster ausleben und auch jüdische Religionspraxis in ihr religiöses Leben integrieren wollte. 1975 wurde die Hebrew Christian Alliance of America (HCAA) unter Einfluss der Jungen in Messianic Jewish Alliance of America (MJAA) umbenannt. Seit dem Fall des Eisernen Vorhangs verbreitet sich die Bewegung auch in den Staaten der ehemaligen Sowjetunion und ist mit den jüdischen Kontingentflüchtlingen nach Deutschland getragen worden. Viele ihrer hiesigen Mitglieder stammen darum aus der ehemaligen Sowjetunion.

## Verbreitung

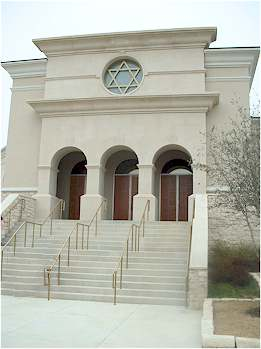
Messianische Synagoge in Dallas, Texas

Die Mehrzahl der messianischen Juden lebt in den USA, Israel, Kanada, Mexiko, Argentinien, dem Vereinigten Königreich, Deutschland, Südafrika, der Ukraine und Russland. Die beiden größten Zentren sind die Vereinigten Staaten von Amerika und Israel. 2016 wurde die Zahl der messianisch-jüdischen Gruppen und Gemeinden in den USA auf etwa 300 geschätzt, in Israel auf ca. 120, in Deutschland auf 25–40; die weltweit größte Gemeinde existiert in Kishinev mit über 1000 Mitgliedern.

### Situation in Deutschland
Seit der Aufklärung gab es zahlreiche Juden, die zum Christentum in üblicher katholischer oder evangelischer Prägung konvertierten. Sie bildeten aber weitgehend keine eigenen Gemeinden oder Verbünde, von den Bestrebungen Hebräischer Christen abgesehen. Die Bewegung der Hebräischen Christen in Deutschland verlor mit dem Holocaust ihre Kraft. Die deutsche hebräisch-christliche Allianz ging in den 1980er-Jahren schließlich ein. Die hiesige messianisch-jüdische Bewegung ist also – anders als in den USA – nicht aus einer Verjüngung der hebräisch-christlichen Allianz hervorgegangen. Vielmehr gibt es messianische Juden in Deutschland seit den 1990er Jahren, als die Einwanderung von Juden aus der ehemaligen Sowjetunion messianische Juden mit ins Land brachte. Die hiesigen Gemeinden und Gruppen leben u. a. in den Großstädten Berlin, Düsseldorf, Frankfurt am Main, Hamburg, Hannover, Heidelberg, Karlsruhe, Köln, München und Stuttgart. In vielen Gottesdiensten wird auf Russisch gepredigt, da fast alle Mitglieder der Gemeinden aus Staaten der ehemaligen Sowjetunion stammen. Die Gemeinden der messianischen Juden haben Kontakt zu den Baptisten und anderen Freikirchen und zur Deutschen Evangelischen Allianz. Im März 2011 nahmen 23 Theologen aus Europa und Israel am ersten Europäischen Messianisch-Theologischen Symposium in Berlin teil und verfassten eine Erklärung dazu. Ein weiteres Symposium fand 2013 statt. Seit 2020 treffen sich jährlich messianisch-jüdische Theologen mit christlichen Theologen zu einer Fachtagung des Theologischen Forums: Messianische Juden und Christen im Gespräch.

### Situation in Israel

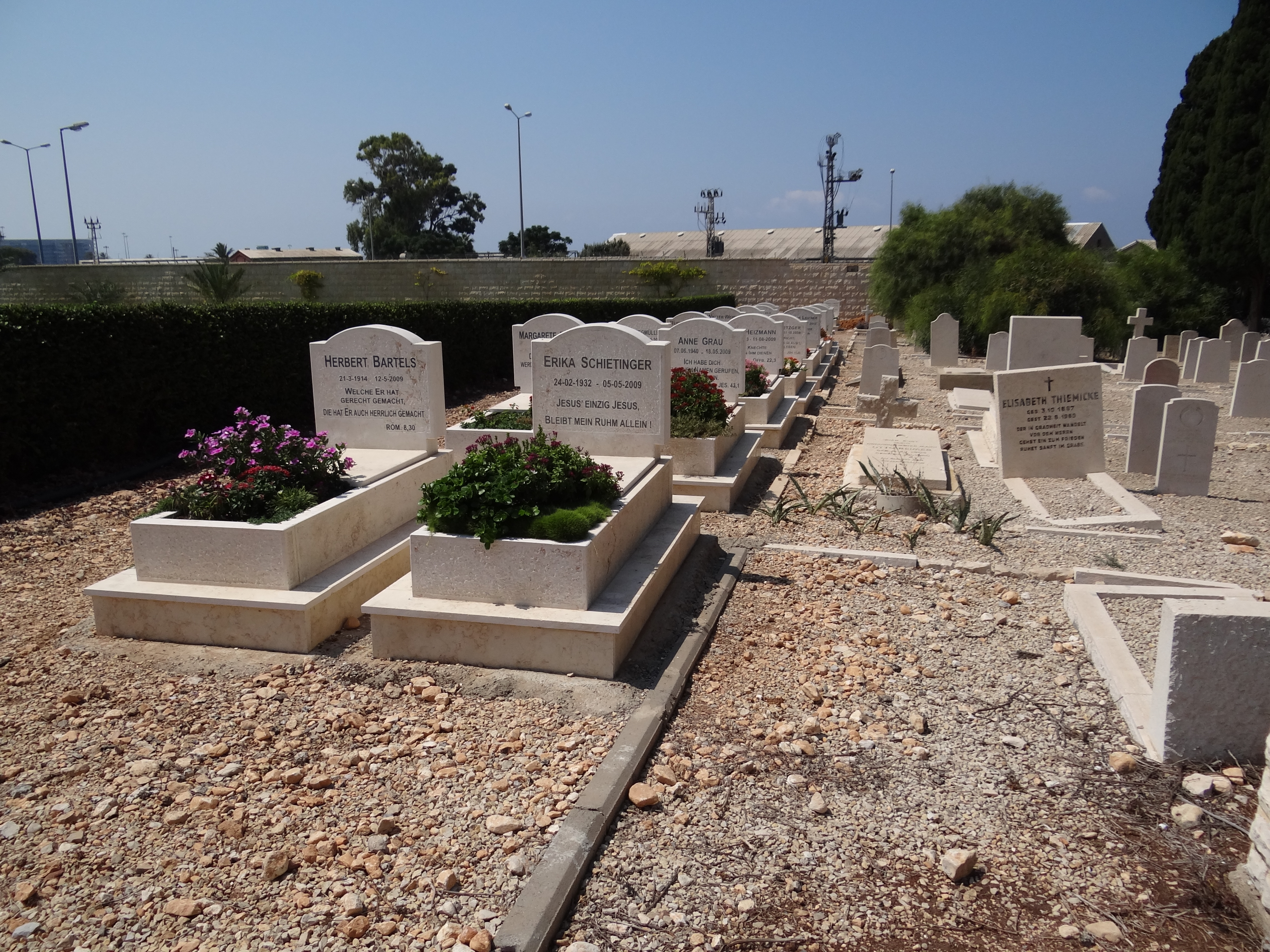
Jüdisch-messianischer Friedhof in Haifa, Israel

In Israel lassen sich seit der Mitte des 19. Jahrhunderts hebräisch-christliche Gruppen nachweisen. Bereits seit den 1920er-Jahren gab es unter jesusgläubigen Juden Bestrebungen, sich von den ausländischen Missionsorganisationen abzugrenzen und eigene Gruppen und Gemeinden mit jüdischem Gepräge zu gründen. Die Staatsgründung 1948 – und damit das Ende der Kolonialzeit – hat diesem Trend weiteren Schub verliehen. Größer wurde die Bewegung allerdings erst in den 1960er- und 1970er-Jahren. Zahlenmäßig hat sie durch die Einwanderer aus der ehemaligen Sowjetunion seit den 1990er-Jahren stark zugelegt. 1998–1999 wurde eine Erhebung durchgeführt, die rund 80 Gruppen und Gemeinden mit etwa 5.000 messianischen Juden erfasste. Seither ist die Bewegung weiter gewachsen; 2008 wurde ihre Zahl auf 6.000–15.000 Mitglieder geschätzt. Die meisten von ihnen stammen aus der ehemaligen Sowjetunion, den USA, Israel und aus Äthiopien. Einige der Gemeinden arbeiten eng mit Baptisten zusammen, andere mit internationalen protestantisch-charismatischen Netzwerken. Viele der Gemeinden stehen durch eine Konferenz messianisch-jüdischer Gemeindeleiter in regelmäßigem Austausch. Die erwähnte Untersuchung zeigt auf, dass viele messianische Juden aufgrund ihrer religiösen Ausrichtung Diskriminierung erleben.

## Kontroversen

### Jüdische Sicht
Das Judentum erwartet das Kommen des Messias in der Zukunft. Es hat andere Vorstellungen von Wesen und Rolle des Messias als das Christentum und erkennt Jesus nicht als Messias an, da er nicht die jüdischen Kriterien für den Messias erfüllt. Sogenannte messianische Juden sind nach jüdischer Ansicht eine christliche Sondergemeinschaft. Juden, die freiwillig zu ihnen konvertieren, verlieren deshalb ihre Rechte als Juden. Diese Regelung ist maßgebend für ihre Stellung hinsichtlich des Staates Israel und weltweit hinsichtlich aller jüdischen Gemeinden und Organisationen. Konvertieren Juden zum messianischen Judentum und stellen später einen Antrag auf Einbürgerung in Israel nach dem Rückkehrgesetz, so wird ihr Antrag abgelehnt; sie haben aufgrund ihrer Konversion ihre Rechte nach dem Rückkehrgesetz verloren. Der weitaus größte Teil der heutigen sich selbst messianische Juden nennenden Menschen sind darum nach jüdischem Verständnis Christen, auch in Israel. Obwohl sie vielleicht sogar jüdische Wurzeln haben, erkennen sie Jesus als Messias an. Damit sind sie – wenn auch nicht formell – zum Christentum übergetreten. Der Weg zurück zum Judentum bleibt messianischen Juden wie anderen Konvertiten offen, sie müssen jedoch ihrem Glauben an Jesus ernsthaft und absolut abschwören. Meist ist auch ein Tauchbad in der Mikwe erforderlich. Messianische Juden dürfen deshalb in Israel nicht heiraten, da sie aus Sicht des Rabbinats Christen sind; das gilt selbst dann, wenn beide ihre jüdische Herkunft nachweisen können, denn in Israel gibt es keine Zivilehe (israelisches Familienrecht).
Viele messianische Juden sind missionarisch aktiv, wobei der Schwerpunkt ihrer missionarischen Arbeit darauf liegt, den Glauben an Jesus an Juden weiterzugeben. Dabei beziehen sie den neutestamentlichen Missionsbefehl (Mt 28,19–20 ) auch auf die Juden. Deshalb wird ihnen von Seiten des Judentums äußerst reserviert und kritisch begegnet. Ihre Missionsarbeit unter anderen Juden wird von vielen als anstößig und störend empfunden. Konversionen, die von ihnen ausgehen, werden von manchen Juden als existenzielle Bedrohung angesehen. Der Rabbiner Andreas Nachama kritisiert die Judenmission: „Aus der Sichtweise von in jüdischen Strukturen organisiertem Judentum schließt es sich schlicht aus, an Jesus zu glauben und Jude zu sein.“ Er spricht von „klassischem Antijudaismus“. Der liberale Rabbiner Chaim Z. Rozwaski sieht einen Versuch, das Judentum an seinen Zweigen und Wurzeln zu zerstören: „Zu behaupten, es sei möglich, ein ‚Jude für Jesus‘ zu sein, beschädigt das Gewissen und das religiöse Denken beider Richtungen, und in diesem Sinne ist die Bewegung böswillig. Sie ist es auch deshalb, weil sie zur Zerstörung der jüdischen Religion und des jüdischen Volkes führt.“
Nach Ansicht des Zentralrates der Juden in Deutschland bewerben messianische Juden gezielt Kontingentflüchtlinge aus Osteuropa und machen sich deren geringes Wissen über das Judentum zunutze.

### Sicht der Kirchen in Deutschland
Die evangelische Kirche und die römisch-katholische Kirche in Deutschland vertreten zwar die Theologie nur eines Heilsweges. Die von vielen messianischen Juden betriebene Judenmission stößt in den Amtskirchen dennoch auf Kritik.

#### Evangelische Kirche
Der religiöse Status der messianischen Juden ist aus evangelischer Sicht ungeklärt – so die Studie Christen und Juden III der Evangelischen Kirche in Deutschland (EKD) im Jahr 2000. Abgesehen von evangelikalen Kirchen, Gemeinden und Werken – auch innerhalb der EKD, wie dem Evangeliumsdienst für Israel – werden sie von den meisten Kirchen oft kritisch wahrgenommen, insbesondere in Kreisen, die den christlich-jüdischen Dialog pflegen. Die Synode der Evangelischen Kirche in Württemberg allerdings hat bereits im Jahr 2000 zukunftsweisend beschlossen, dass sie sowohl mit jüdischen Gemeinden als auch mit „messianischen Juden“ und ihren Gemeinden in Kontakt und Austausch bleiben und für beide eintreten wolle. Am christlich-jüdischen Dialog in Deutschland sind die messianischen Juden nicht beteiligt. Eine neuere Publikation (2016) von deutschen Theologen, die im christlich-jüdischen Dialog engagiert sind, wirbt hingegen dafür, dass Begegnung zwischen den Amtskirchen und messianischen Juden stattfinden möge.
Ein Beschluss der EKD-Synode zum Thema „Juden und Christen“, der auf der Tagung vom 3. bis zum 9. November 2016 in Magdeburg gefasst wurde, hält fest, dass Christen nicht berufen seien, Juden den Weg zum Heil zu weisen und sie zu einem Religionswechsel zu führen. Die Formulierung zeigt das Ringen innerhalb der EKD: Über die Missionsarbeit von messianischen Juden ist mit diesem Beschluss keine Aussage gemacht worden, da messianische Juden in ihrem Selbstverständnis keinen Religionswechsel propagieren und sich selbst weiterhin als Juden sehen. Messianische Juden finden im ganzen Beschluss keine Erwähnung, womit offen bleibt, ob die EKD sie als „Christen“ oder „Juden“ definiert und wie die EKD folglich messianisch-jüdische Missionsarbeit bewertet. Allerdings hat die EKD 2017 durch ihre Positionsbestimmung Judenchristen-jüdische Christen-„messianische Juden“ nachgelegt und sich vertieft mit dem Phänomen der messianischen Juden beschäftigt.

##### Beteiligung der messianischen Juden an Kirchentagen
Nachdem der Deutsche Evangelische Kirchentag Gruppen der messianischen Juden zunächst verboten hatte, einen Stand auf dem „Markt der Möglichkeiten“ zu führen, gestand ihnen der Ökumenische Kirchentag in München 2010 erstmals eine eigene Veranstaltungsreihe zu, die in der Münchner Paul-Gerhardt-Gemeinde stattfand. Auf dem Deutschen Evangelischen Kirchentag 2013 in Hamburg fanden sie im Stand der SELK „Kirchenasyl“. Auf dem Kirchentag 2015 in Stuttgart wurde ein Podiumsgespräch zum Thema messianisches Judentum angeboten. Bei diesem Podium diskutierten ein Jude, ein messianischer Jude und ein christlicher Bischof gemeinsam.

#### Katholische Kirche
Seitens der Katholischen Kirche ist das Dokument einer grundlegenden Neuausrichtung Nostra aetate, das das Zweite Vatikanisches Konzil 1965 verabschiedet hat und das seitdem von allen Päpsten bekräftigt wurde. Danach ist und bleibt Israel das erste erwählte Volk Gottes. Das Volk der Juden sei nach apostolischem Zeugnis „immer noch von Gott geliebt um der Väter willen; sind doch seine Gnadengaben und seine Berufung unwiderruflich. Mit den Propheten und mit demselben Apostel erwartet die Kirche den Tag, der nur Gott bekannt ist, an dem alle Völker mit einer Stimme den Herrn anrufen und ihm ‚Schulter an Schulter dienen‘.“ Damit ist jeder kirchlichen Judenmission, um diese vor der „ewigen Verdamnis“ zu bewahren, theologisch katholischerseits der Boden entzogen. Messianische Juden sind in dem Dokument nicht ausdrücklich erwähnt, doch die Katholische Kirche ist seitdem in der Sache sehr zurückhaltend bis ablehnend, zumal sie die Errungenschaften des jüdisch-christlichen Dialogs seit dem Konzil nicht gefährden will.
Als eine „produktive theologische Irritation“ hat der Wiener Dogmatiker Jan-Heiner Tück den Dialog mit dem messianischen Judentum bezeichnet. Er sagte anlässlich einer Tagung 2022: „Die Hoffnung, dass das Ur-Schisma zwischen Israel und der Kirche am Ende nur durch Gott selbst geheilt werden kann, findet einen konkreten geschichtlichen Anker darin, dass messianische Juden sich selbst als missing link zwischen Israel und Kirche verstehen.“ Sie würden andere Juden damit konfrontieren, dass sie jahrhundertelang ihren 'Bruder Jesus' nicht beachtet haben; zugleich erinnern sie die Kirche daran, dass sie schon in den ersten Jahrhunderten die Judenchristen durch eigene Schuld verloren hat – „eine echte Provokation“.
Der katholische Jesuit und Exeget Norbert Baumert wies darauf hin, dass der Römerbrief die nicht aus dem Volk Israel stammenden Christen (also die „Heidenchristen“) nachdrücklich zur Dankbarkeit gegenüber dem ersterwählten Volk Israel ermahnt und dazu, dass sie durch ein Leben, das der Erwählung durch Christus entspricht, den Juden, die die Zuerkenntnis Christi zum Heilsweg Israels nicht hätten, ein Vorbild sei, statt sie zu verurteilen. Dies sei, so Baumert, das zentrale Thema der Kapitel 9 bis 11 des Römerbriefes. Juden, die Christus bekennen, hätten also nach Paulus ihr Jüdischsein nicht abgelegt, sondern eine darauf aufbauende „Zuerkenntnis“ gewonnen.

### Stimmen aus dem internationalen Kontext
In Erinnerung an das alte Apostelkonzil in Jerusalem wurde 1995 von messianischen Juden und Vertretern aus mehreren christlichen Denominationen in den USA die Initiative Towards Jerusalem Council II gegründet. Ziel dieser Initiative ist das Schaffen eines Bewusstseins, dass entgegen jahrhundertelanger Tradition jenen Juden, die sich zum Glauben an Jesus Christus bekennen, ihre jüdische Identität von Seiten der Kirchen nicht abgesprochen werden soll.

### Kritik an der Judenmission
- Eine Aktion gegen die „Judenmission“ haGalil.com, 26. Juni 2001
- Bentzion Kravitz: Die jüdische Antwort an Missionare. Handbuch gegen Mission (PDF; 411 kB)

### Gemeinden und Organisationen in Deutschland
- Messianisch Jüdische Gemeinde Stuttgart
- Beit Schomer Israel. Jüdisch-messianische Gemeinde in Berlin
- Gesher LaSelah – Jüdisch Messianische Gemeinde in Harsewinkel
- Zentralrat Messianischer Juden in Deutschland, Österreich und der Schweiz n. e. V.
- Beit Sar Shalom – Evangeliumsdienst e. V. (https://www.beitsarshalom.org/)